# Apollo Lynge
Apollo Ujũnguaĸ Môrtâraĸ Hans Lynge (* 11. Januar 1940 in Nuuk; † 7. Juli 2002) war ein grönländischer Skilangläufer, der für das Königreich Dänemark startete.

## Karriere
Apollo Lynge war das dritte von sieben Kindern des Seemanns Nis Klaus Tønnes Karl Lynge (1902–1960) und seiner Frau Ketura Kathrine Birgitte Bodil Egede (1911–?). Sein Großvater war der Landesrat Abel Egede (1880–1945) und sein Onkel somit Peter Egede (1908–1996). Er arbeitete bei der Gemeinde Qasigiannguit. Mit seiner Frau Birthe Nielsen hatte er drei Töchter.
Apollo Lynge benutzte Skier in seiner Jugend bei der Schneehuhnjagd. Als er zum Studieren nach Dänemark zog, begann er Skilanglauf zu trainieren. Er war der erste Grönländer in der Geschichte, der an den Olympischen Winterspielen teilnahm. Er belegte bei den Olympischen Winterspielen 1968 in Grenoble im 15-km-Rennen den 67. und im 30-km-Rennen den 62. Rang.